# 분디부교구

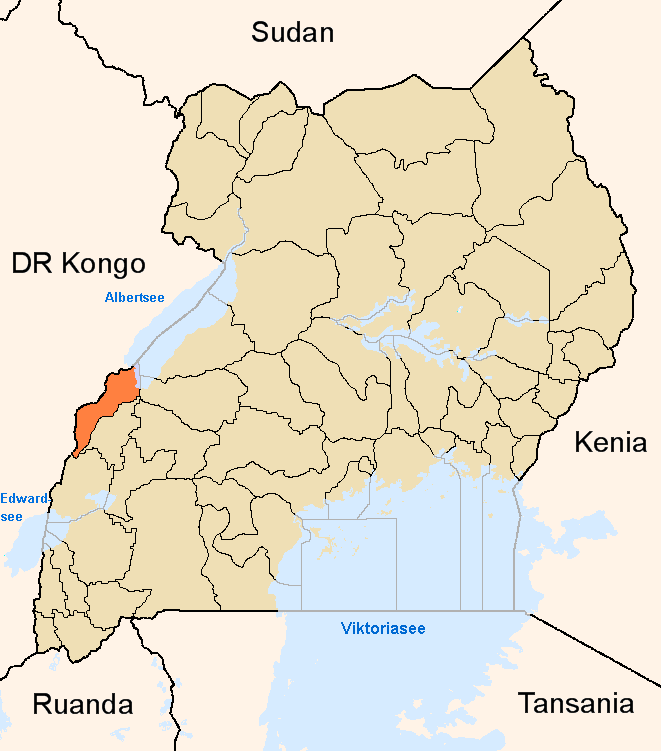
분디부교 구의 위치

분디부교구(Bundibugyo)는 우간다 서부에 위치한 구로, 행정 중심지는 분디부교이며 면적은 2,338km2, 인구는 158,900명(2002년 인구 조사 기준)이다.
행정 구역상으로는 서부 주에 속하며 2개 군(브왐바 군, 은토로코 군)을 관할한다. 남동쪽으로는 카바롤레 구, 남쪽으로는 카세세 구, 동쪽으로는 키발레 구, 북동쪽으로는 앨버트호와 호이마 구, 서쪽과 북쪽으로는 콩고 민주 공화국 북키부 주와 접한다. 지리적인 경계로 볼 때 분디부교 구 서쪽에는 셈리키 강이 흐르고 있고 동쪽에는 르웬조리 산맥, 북쪽에는 앨버트호와 접한다.